# Station Rzochów
Station Rzochów is een spoorwegstation in de Poolse plaats Mielec.